# Макдональд Макнейр, Фрэнсис
Фрэнсис Макдональд-Макнейр (англ. Frances MacDonald McNair); 24 августа 1873, Кидсгроув, Стаффордшир — 12 декабря 1921, Глазго) — шотландская художница: живописец-акварелист и декоратор интерьера периода модерна. Член художественного объединения «Школа Глазго», жена художника объединения Джеймса Герберта Макнейра, сестра художницы Маргарет Макдональд Макинтош.

## Жизнь и творчество
Фрэнсис родилась в семье горного инженера в городке Кидсгроув, Стаффордшир (центральная Англия). Её отец был горным инженером и менеджером шахты. Фрэнсис и её старшая сестра Маргарет Макдональд Макинтош посещали школу для девочек в Стаффордшире. В 1890 году семья поселилась в Глазго, столице Шотландии. Сёстры поступили в Школу искусств Глазго. Там будущая художница осваивала навыки работы с различными материалами, включая металл, вышивку и текстиль.
Фрэнсис стала сотрудничать со своей сестрой и в 1896 году, они начали работать в собственной студии на Хоуп-стрит, 128, Глазго, где создавали книжные иллюстрации, вышивки, гипсовые декоративные панели, изделия из чеканного металла и стекла. Их произведения были вдохновлены образами кельтской мифологии, современной им литературы и фольклором. В своём творчестве Фрэнсис испытала заметное влияние работ Уильяма Блейка, Обри Бёрдслея и других художников-символистов.
В школе, вероятно, в 1892 году, они познакомились с молодыми художниками Чарльзом Ренни Макинтошем и его другом и коллегой Джеймсом Гербертом Макнейром (Макинтош и Макнейр учились на вечернем отделении). Их представил друг другу ректор школы Фрэнсис Ньюбери, посчитав, что они работали в схожих стилях. К 1894 году молодые художники демонстрировали свои произведения на студенческих выставках, некоторые из которых были сделаны совместно.
Вскоре они образовали художественную «Группу четырёх», впоследствии названную «Школа Глазго», и в 1894 году провели свою первую совместную выставку.
Произведения, созданные Фрэнсис и Маргарет, экспонировались в Лондоне, Венеции и Ливерпуле. Их успех послужил поводом для создания ещё одной группы, которую в англоязычной историографии называют несколько вульгарно «Девушки Глазго» (Glasgow Girls) в отличие от других последователей «Четвёрки» Макинтоша — «Юноши Глазго» (Glasgow Boys). Значительная коллекция их работ находится в Художественной галерее и музее Келвингроув в Глазго.
В 1894 году супруги Макнейр впервые совместно выставили свои работы, вызвав оживлённое обсуждение в обществе, сделавшее их известными. В следующем году Макнейр открыл собственную студию в Глазго, где работал проектировщиком интерьера и мебели, создавал книжные иллюстрации, акварели и плакаты. В 1898 году Макнейр переехал в Ливерпуль, ему предложили место «инструктора-проектировщика» в местной Школе архитектуры и прикладного искусства (School of Architecture and Applied Art). В 1899 году Фрэнсис Макдональд присоединилась к Макнейру в Ливерпуле, и они поженились. Фрэнсис также преподавала, разрабатывала модели украшений и рисунков для тканей.
Супруги писали акварели и оформляли интерьеры, в 1902 году представили «Женскую письменную комнату» (Lady’s Writing Room) на первой Международной выставке современного декоративного искусства (l’Esposizione internazionale d’arte decorativa moderna) в Турине. Посылали свои работы на выставки в Ливерпуле, Лондоне, Вене и Дрездене. Они также спроектировали интерьеры собственного дома на Оксфорд-стрит, 54.
Однако после того, как ливерпульская школа в 1905 году была закрыта, семья столкнулась с финансовыми проблемами и в 1908 году возвратилась в Глазго. Последующие годы Фрэнсис создала серию символистских акварелей, посвящённых теме женской судьбы, браку и материнству. Однако новые выставки супругов не имели успеха. У Фрэнсис и Герберта был сын Сильван, родившийся в июне 1900 года и позже эмигрировавший в Родезию.
Художественные достижения Фрэнсис Макдональд-Макнейр менее известны, чем достижения её сестры, отчасти из-за её отъезда из Глазго, но также и потому, что её муж уничтожил многие из её работ после её смерти. Произведения обеих сестер также часто затмевались достижениями Чарльза Ренни Макинтоша и его жены Маргарет Макдональд. Фрэнсис Макдональд-Макнейр умерла в 1921 году в Глазго. После смерти жены в 1921 году Макнейр уничтожил все совместные произведения, которые у него были. Затем он переехал в дом престарелых, где жил до своей смерти в 1955 году.
Большая часть сохранившихся работ Фрэнсис Макдональд хранится в Художественной галерее Хантера (Hunterian Museum and Art Gallery) в Университете Глазго.

## Галерея
- Выбор. 1909. Бумага, карандаш, акварель
- Женщина, стоящая под солнцем. Ок. 1913. Бумага, карандаш, акварель
- Мужчина создаёт перлы жизни, но женщина должна их нанизывать. Ок. 1913. Бумага, карандаш, акварель
- Благоразумие и Желание. Ок. 1913. Бумага, карандаш, акварель
- Спящая принцесса. 1895. Бумага, акварель
- Водоём. 1894. Бумага, акварель
- Корабль под защито1 перед восходом солнца. Бумага, акварель. 1900-е гг.
- Парадокс. 1905. Бумага, акварель
- Омен три. 1893. Бумага, акварель